# Capelli a spazzola

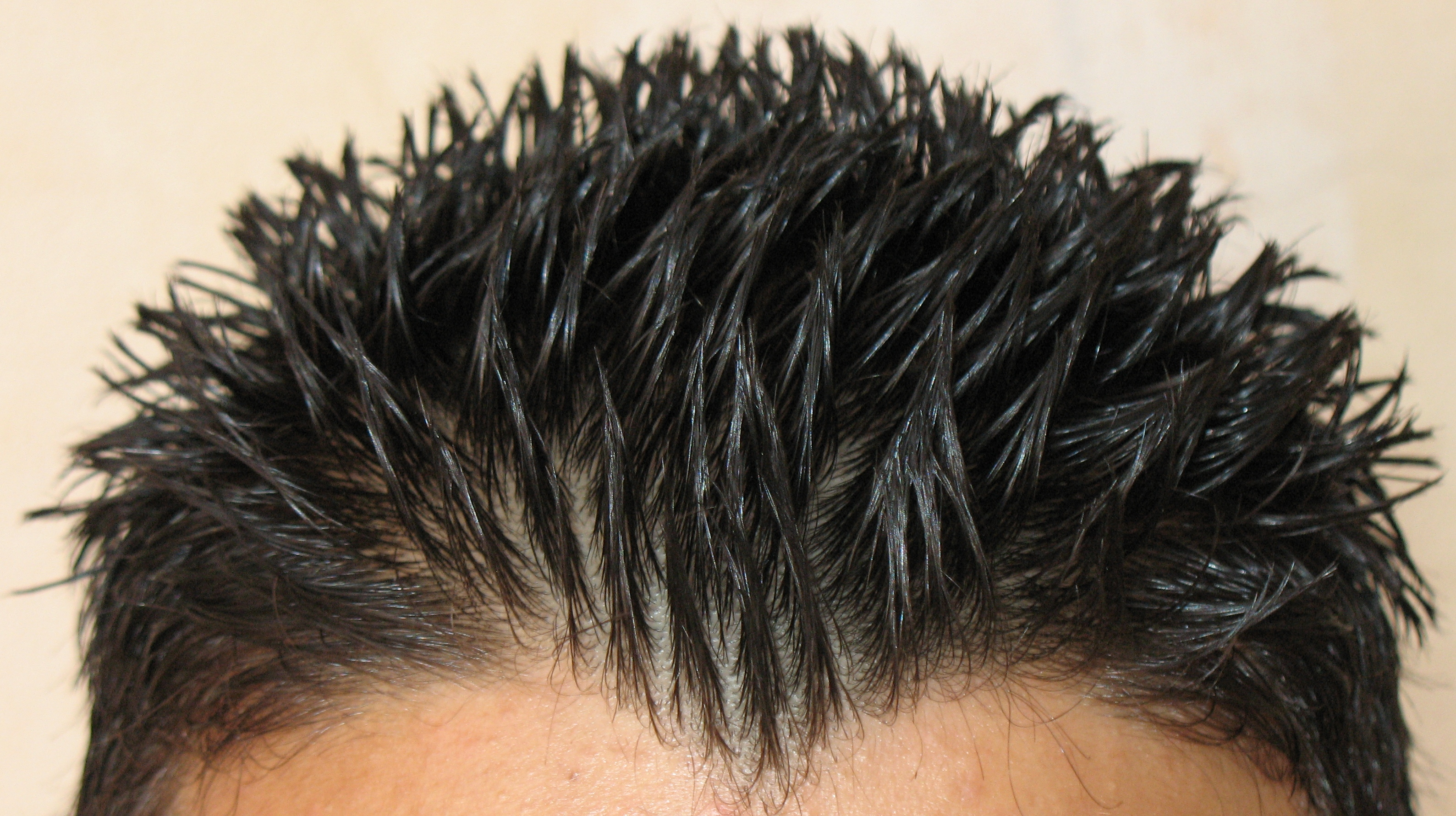
Capelli a spazzola

I capelli a spazzola (o capelli a spazzolino) sono un tipo di acconciatura corta, in cui i capelli vengono pettinati dritti, e spesso fissati con l'ausilio di gel. A differenza del taglio militare, la lunghezza del capello deve essere tale da permettere di poter essere modellato.

## Storia
Nata come moda principalmente maschile negli anni novanta, subito dopo il taglio a spazzola è stato adottato anche da molte donne. Data la sua natura di taglio corto e poco elaborato, non richiede particolare cura. Inoltre al pari del fauxhawk, si tratta anch'esso di un look facilmente reversibile, in quanto non comporta modifiche particolari ai capelli.